# Psacadonotus diurnus
Psacadonotus diurnus är en insektsart som beskrevs av Rentz, D.C.F. 1993. Psacadonotus diurnus ingår i släktet Psacadonotus och familjen vårtbitare. Inga underarter finns listade i Catalogue of Life.